# Equitazione ai Giochi della VII Olimpiade - Salto ostacoli individuale
La competizione del salto ostacoli individuale di equitazione dai Giochi della VII Olimpiade si è svolta il 12 settembre 1920 presso lo Stadio Olimpico di Anversa.

## Classifica finale
| Pos.    | Binomio                         | Binomio           | Nazione     | Penalità |
| Pos.    | Cavaliere                       | Cavallo           | Nazione     | Penalità |
| ------- | ------------------------------- | ----------------- | ----------- | -------- |
| Oro     | Tommaso Lequio di Assaba        | Trebecco          | Italia      | 2,00     |
| Argento | Alessandro Valerio              | Cento             | Italia      | 3,00     |
| Bronzo  | Carl Gustaf Lewenhaupt          | Mon Coeur         | Svezia      | 4,00     |
| 4       | Paul Michelet                   | Raven             | Norvegia    | 5,00     |
| 5       | Ferdinand de la Serna           | Arsinoe           | Belgio      | 6,00     |
| 5       | Lars von Stockenström           | Reward            | Svezia      | 6,00     |
| 7       | Henry Allen                     | Don               | Stati Uniti | 7,00     |
| 7       | Santorre de Rossi di Santa Rosa | Neruccio          | Italia      | 7,00     |
| 7       | Roger Moeremans d'Emaüs         | Sweet Girl        | Belgio      | 7,00     |
| 10      | Garibaldi Spighi                | Virginia          | Italia      | 8,00     |
| 10      | Edmond L'Hotte                  | Kabyle            | Francia     | 8,00     |
| 12      | John Downer                     | Dick              | Stati Uniti | 8,50     |
| 13      | Eugen Johansen                  | Nökken            | Norvegia    | 9,00     |
| 14      | Åge Lundström                   | Eros              | Svezia      | 9,75     |
| 15      | Gustaf Kilman                   | Irving            | Svezia      | 10,00    |
| 15      | Jules Bonvalet                  | Weppelghem        | Belgio      | 10,00    |
| 17      | Ruggero Ubertalli               | Proton            | Italia      | 10,25    |
| 18      | William West                    | Prince            | Stati Uniti | 12,00    |
| 19      | Emilio Benini                   | Passero           | Italia      | 13,00    |
| 20      | Jacques Alquir-Bouffard         | Dahlia            | Francia     | 13,25    |
| 21      | Ghislain de Briey               | Perfect Gentleman | Belgio      | 13,50    |
| 22      | Franck Tisnés                   | Ugolin            | Francia     | 17,00    |
| 23      | Nils Åkerblom                   | Heikki            | Svezia      | 19,50    |
| 24      | Allan Ekman                     | Tagore            | Svezia      | 21,50    |
| 25      | Jacques Misonne                 | Gaucho            | Belgio      | 23,25    |